# HD 32820
HD 32820 eller HR 1651, är en ensam stjärna i mellersta delen av stjärnbilden Gravstickeln. Den har en skenbar magnitud av ca 6,30 och är mycket svagt synlig för blotta ögat där ljusföroreningar ej förekommer. Baserat på parallax enligt Gaia Data Release 3 på ca 31,6 mas, beräknas den befinna sig på ett avstånd på ca 103 ljusår (ca 32 parsek) från solen. Den rör sig bort från solen med en heliocentrisk radialhastighet på ca 30 km/s.

## Egenskaper
Primärstjärnan HD 32820 är en gul till vit stjärna i huvudserien av spektralklass F8 V, som genererar energi genom kärnfusion av väte i dess kärna. Den har en massa som är ca 1,25 solmassa, en radie som är ca 1,33 solradie och har ca 2,4 gånger solens utstrålning av energi från dess fotosfär vid en effektiv temperatur av ca 6 200 K. HD 31529 roterar långsamt med en projicerad rotationshastighet som är 8 km/s och är kromosfäriskt inaktiv.